# ياكوب هاينه
ياكوب هاين (بالألمانية: Jakob von Heine)‏ هو جراح وطبيب ألماني، ولد في 16 أبريل 1800 في Lauterbach, Baden-Württemberg ‏ في ألمانيا، وتوفي في 12 نوفمبر 1879 في شتوتغارت في ألمانيا.